# メスヘティア・トルコ人
メスヘティア・トルコ人 (アフスカ・テュルクレリ トルコ語: Ahıska Türkleri、ロシア語: Турки-месхетинцы、グルジア語: მუსლიმი მესხები)は、かつてグルジアのメスヘティに居住していたスンナ派ハナフィー学派ムスリムである。

## 歴史
彼らは1944年11月25日、ヨシフ・スターリンによって中央アジアに強制移住され、カザフスタン、キルギス、ウズベキスタンに住んだ。家畜運搬車で強制移住させられた12万人のうち、1万人が死亡した。現在、彼らは旧ソビエト連邦の各国へ逸散した。メスヘティア・トルコ人のおおくは民族的にはトルコ人（Yerli、トルコ語話者の農民）やカラカルパク人（アゼルバイジャン語を話す羊飼い）、クルド人、ヘムシン人（Hamshenis）などであった。一部には地元のグルジア人で、17世紀から18世紀にかけてムスリムとなった者も含まれる。
1989年6月、ウズベキスタンのフェルガナ渓谷（Fergana Valley）にて、グラスノスチの間に高まりつつあった民族間の緊張の結果、群集によるメスヘティア・トルコ人に対するポグロム（フェルガナ事件）が起こった。これによってメスヘティア・トルコ人はウズベキスタンからの脱出が引き起こされた。
1990年代、グルジアはメスヘティア・トルコ人の居住者を受け入れ、彼らにグルジア人としての民族自認を与えた。メスヘティア人に対する人権活動家の代表的な者としてはGuram Mamuliaがいる。メスヘティア人の移入は、サムツヘ＝ジャヴァヘティ州におけるアルメニア人との間に緊張をもたらした。アゼルバイジャンもまたメスヘティア・トルコ人を受け入れたが、ナゴルノ・カラバフからの避難民との間に問題が起こり、アゼルバイジャン政府は多くを受け入れることはできなかった。トルコは、多くのメスヘティア・トルコ人から自らの本国であると見られており、彼らはメスヘティア・トルコ人を受け入れてクルド人の多く住む開発途上の東部地方に居住させるキャンペーンを始めた。しかしながら、このキャンペーンでは200人程度を受け入れたのみで、わずかの後に失敗に終わった。ソビエト連邦の政府はメスヘティア・トルコ人を特定のロシアの州に住まわせることを推奨し、1992年にはその多くがロシア連邦の国籍を得た。クラスノダール地方へ移住した者たちの法的地位は未だに定まっておらず、多くが無国籍である。彼らの存在によって地元のコサックとの間に緊張が生まれた。この問題を解決するために、国際移住機関はクラスノダール地方のメスヘティア・トルコ人をアメリカ合衆国へと移住させるキャンペーンを2004年から2007年まで続けた。ロシア政府の協力により、およそ11,500人がロシアを去った。